# Língua zoé
Zoé é uma língua indígena brasileira, falada pela etnia homônima. Pertencente ao tronco tupi e é falada por aproximadamente 152 indígenas.